# Kratice biblijskih knjiga
Kratice biblijskih knjiga koriste se prilikom navođenja pojedinih biblijskih knjiga ili njihovih dijelova.
U hrvatskom jeziku, kao i u većini ostalih jezika, ove su kratice izvedene iz naziva pojedinih knjiga i redovito se koriste, kako u stručnim radovima iz područja biblijskih znanosti, tako i u tekstovima popularnog, propovjedničkog, duhovnog i sličnog oblika.

## Način citiranja biblijskih knjiga

### Biblijske knjige u cijelosti
Biblijske knjige u cijelosti citiraju se navođenjem kratice, bez ikakvih brojeva (npr. Post za Knjigu Postanka).

### Pojedina poglavlja biblijskih knjiga
Pojedina poglavlja biblijskih knjiga navode se tako da se nakon odgovarajuće kratice doda i broj poglavlja (npr. Post 22 za 22. poglavlje Knjige Postanka). Želi li se navesti više susljednih poglavlja određene knjige, navodi se prvo i posljednje od njih, te ih se spaja crticom (npr. Izl 1-5 označava sva poglavlja od prvog do petog u Knjizi Izlaska). Želi li se, pak, nabrojiti dva ili više poglavlja iste knjige, koja se međutim ne nalaze u neprekinutom nizu, ta se poglavlja odvajaju točkom (npr. Izl 1.5 označava samo prvo i peto poglavlja Knjige Izlaska, ali ne i drugo, treće i četvrto).

### Pojedini retci unutar biblijskih knjiga
Pojedini retci unutar biblijskih knjiga označavaju se navođenjem kratice knjige, potom broj poglavlja, nakon kojeg slijedi zarez te broj retka (npr. Iv 3,21 što označava 21. redak trećeg poglavlja Evanđelja po Ivanu). Želi li se navesti više susljednih redaka istog poglavlja, retci se spajaju crticom (npr. Iv 1,1-18 označava prvih osamnaest redaka prvog poglavlja Ivanova evanđelja). Želi li se navesti dva ili više međusobno nepovezanih redaka, tada se retci međusobno odvajaju točkom (npr. Iv 1,1.3.6 označava samo prvi, treći i šesti redak prvog poglavlja Evanđelja po Ivanu). Moguća je i kombinacija uporabe crtice i točke (npr. Iv 1,1-3.6 označava prva tri retka te šesti redak prvog poglavlja Ivanova evanđelja).

### Više redaka kroz više poglavlja biblijskih knjiga
Želi li se navesti više redaka kroz dva ili više poglavlja biblijskih knjiga, koristi se kombinacija zareza i duge crtice omeđene razmacima (npr. Lk 1,5 – 2,38 označuje sve retke između petog retka prvog poglavlja i trideset i osmog retka drugog poglavlja Evanđelja po Luki). Ako je riječ o međusobno nepovezanim retcima, pojedine pasuse odvaja točka zarez i razmak (npr. Lk 1,1-55.68-79; 2,29-32 što označava sve retke između 1. i 55. te 68. i 79. u prvom poglavlju Lukina evanđelja i retke od 29. do 32. u drugom poglavlju istoga evanđelja). Slično se postupa i u slučaju različitih knjiga (npr. Mt 16,21-23; Mk 8,31,33; Lk 9,22 predstavlja tri odlomka u tri različita evanđelja koje razdvaja točka zarez i razmak).

## Popis kratica biblijskih knjiga
Uobičajene kratice u znanstvenoj i popularnoj uporabi one su koje donosi hrvatsko izdanje Jeruzalemske Biblije (Zagreb 1994.).

### Starozavjetne knjige

#### Petoknjižje
- Knjiga Postanka (Post)
- Knjiga Izlaska (Izl)
- Levitski zakonik (Lev)
- Knjiga Brojeva (Br)
- Ponovljeni zakon (Pnz)

#### Povijesne knjige
- Jošua (Jš)
- Knjiga o Sucima (Suci)
- Ruta (Rut)
- Prva knjiga o Samuelu (1Sam)
- Druga knjiga o Samuelu (2Sam)
- Prva knjiga o Kraljevima (1Kr)
- Druga knjiga o Kraljevima (2Kr)
- Prva knjiga Ljetopisa (1Ljet)
- Druga knjiga Ljetopisa (2Ljet)
- Ezra (Ezr)
- Nehemija (Neh)
- Tobija (Tob)
- Judita (Jdt)
- Estera (Est)
- Prva knjiga o Makabejcima (1Mak)
- Druga knjiga o Makabejcima (2Mak)

#### Mudrosne knjige
- Job (Job)
- Psalmi (Ps)
- Mudre izreke (Izr)
- Propovjednik (Kohelet) (Prop)
- Pjesma nad pjesmama (Pj)
- Knjiga Mudrosti (Mudr)
- Knjiga Sirahova (Sir)

#### Proročke knjige
- Izaija (Iz)
- Jeremija (Jr)
- Tužaljke (Tuž)
- Baruh (Bar)
- Ezekiel (Ez)
- Daniel (Dn)
- Hošea (Hoš)
- Joel (Jl)
- Amos (Am)
- Obadija (Ob)
- Jona (Jon)
- Mihej (Mih)
- Nahum (Nah)
- Habakuk (Hab)
- Sefanija (Sef)
- Hagaj (Hag)
- Zaharija (Zah)
- Malahija (Mal)

### Novozavjetne knjige
- Evanđelje po Mateju (Mt)
- Evanđelje po Marku (Mk)
- Evanđelje po Luki (Lk)
- Evanđelje po Ivanu (Iv)
- Djela apostolska (Dj)
- Poslanica Rimljanima (Rim)
- Prva poslanica Korinćanima (1Kor)
- Druga poslanica Korinćanima (2Kor)
- Poslanica Galaćanima (Gal)
- Poslanica Efežanima (Ef)
- Poslanica Filipljanima (Fil)
- Poslanica Kološanima (Kol)
- Prva poslanica Solunjanima (1Sol)
- Druga poslanica Solunjanima (2Sol)
- Prva poslanica Timoteju (1Tim)
- Druga poslanica Timoteju (2Tim)
- Poslanica Titu (Tit)
- Poslanica Filemonu (Flm)
- Poslanica Hebrejima (Heb)
- Jakovljeva poslanica (Jak)
- Prva Petrova poslanica (1Pt)
- Druga Petrova poslanica (2Pt)
- Prva Ivanova poslanica (1Iv)
- Druga Ivanova poslanica (2Iv)
- Treća Ivanova poslanica (3Iv)
- Judina poslanica (Jd)
- Otkrivenje (Otk)

| Portal:Kršćanstvo | Portal: Kršćanstvo |